# 它们 (科普读物)
《它们》，原名《地球往事》，是中国的当代的作家韩寒主编的科普类读物。讲述了地球46亿年里的生命简史，主角是中生代的恐龙。
本书曾于上市后，位居各中文购物网站的科普类图书排行榜的前列。韩寒也因主编此书成为了2012年中国科学年度新闻人物的候选人之一。